# Mysidopsis sankarankuttyi
Mysidopsis sankarankuttyi är en kräftdjursart som beskrevs av Mihai Bacescu 1984. Mysidopsis sankarankuttyi ingår i släktet Mysidopsis och familjen Mysidae. Inga underarter finns listade i Catalogue of Life.